# Hypolamprus
Hypolamprus är ett släkte av fjärilar. Hypolamprus ingår i familjen Thyrididae.

## Bildgalleri

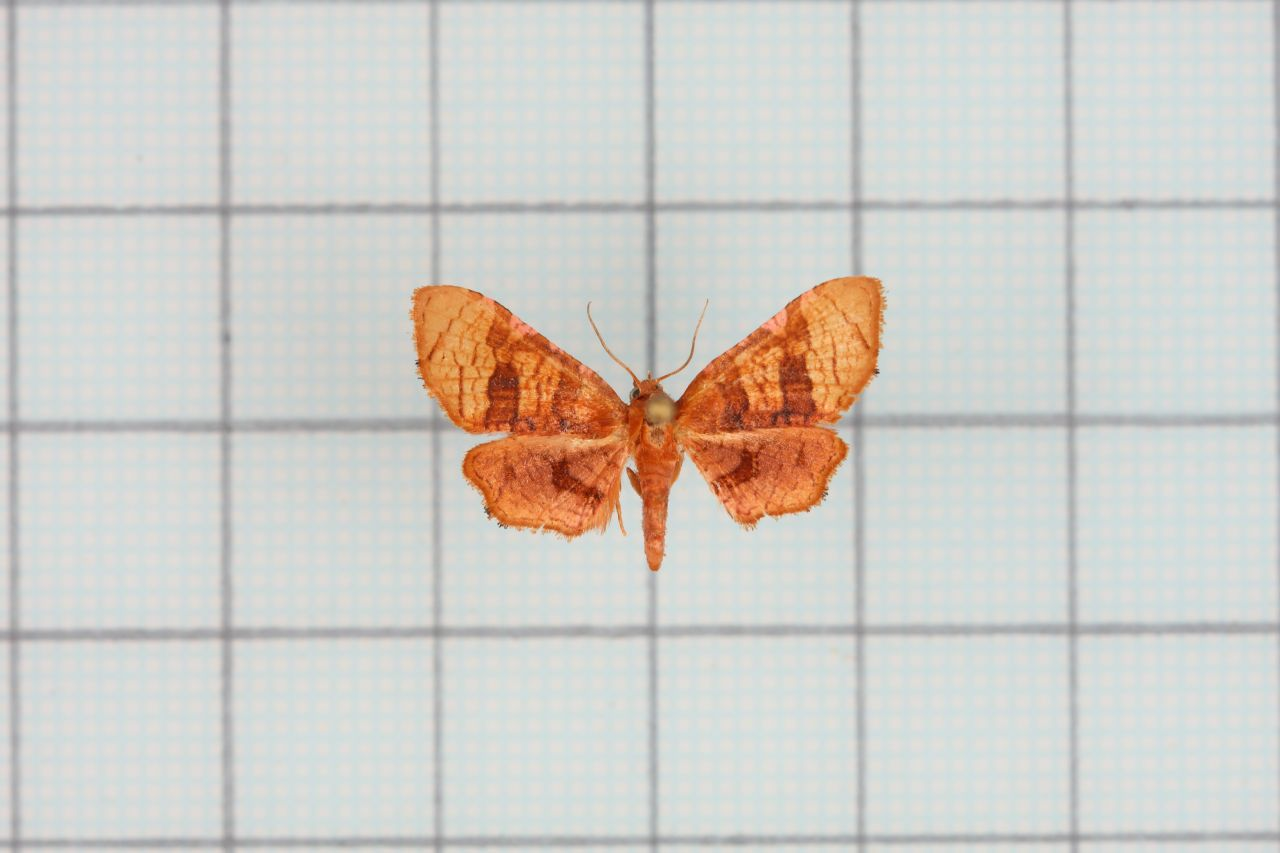
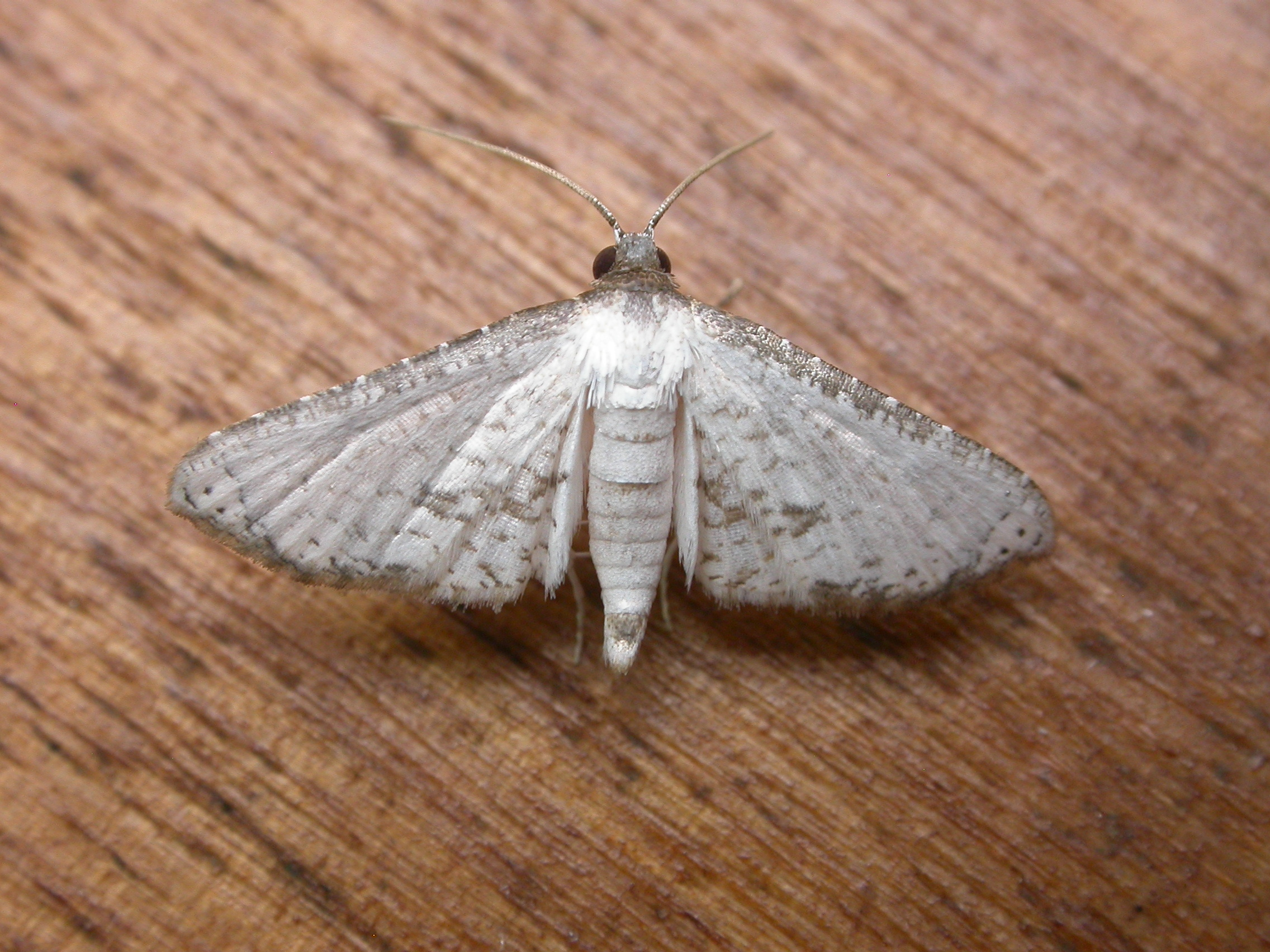
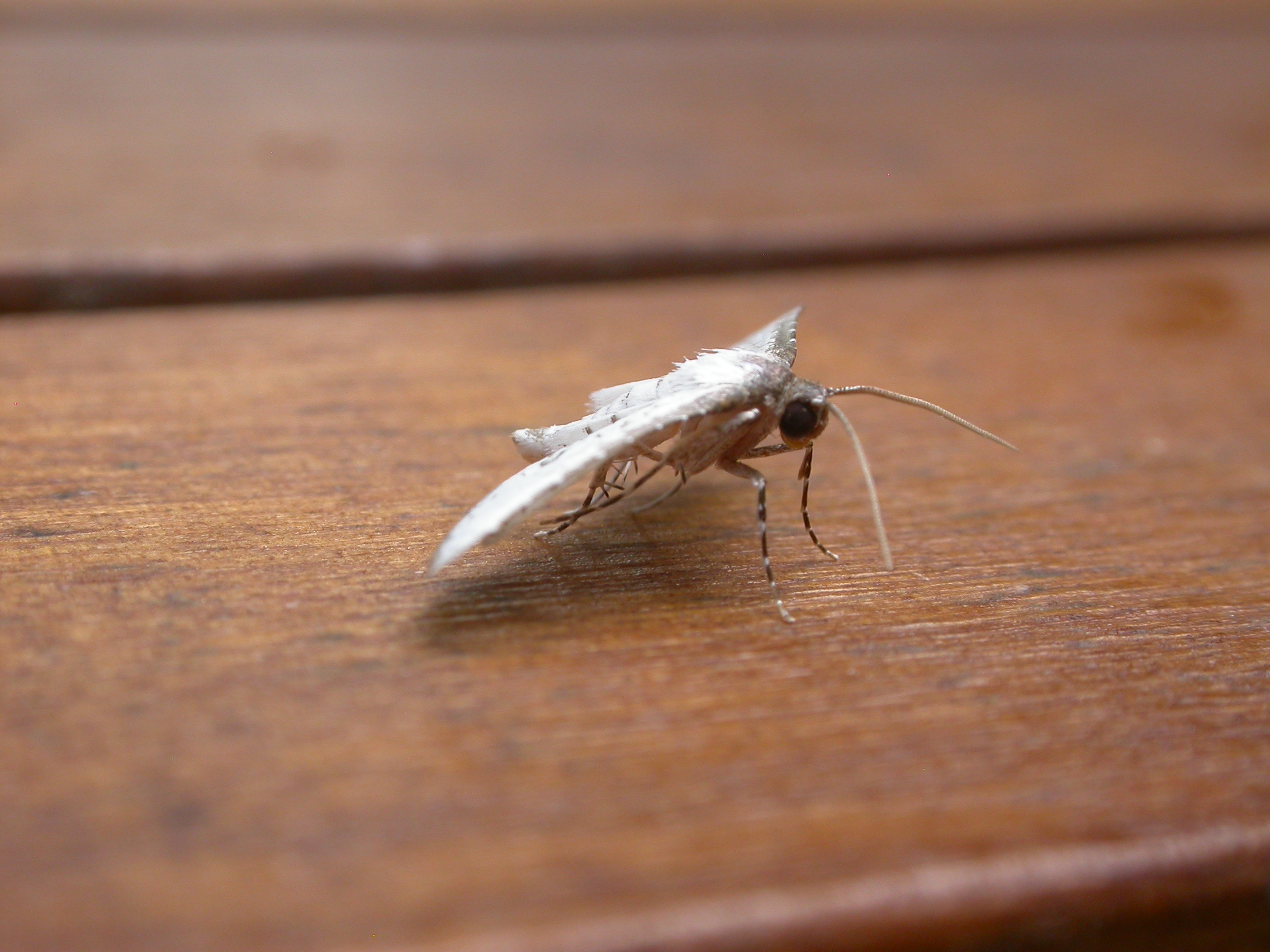
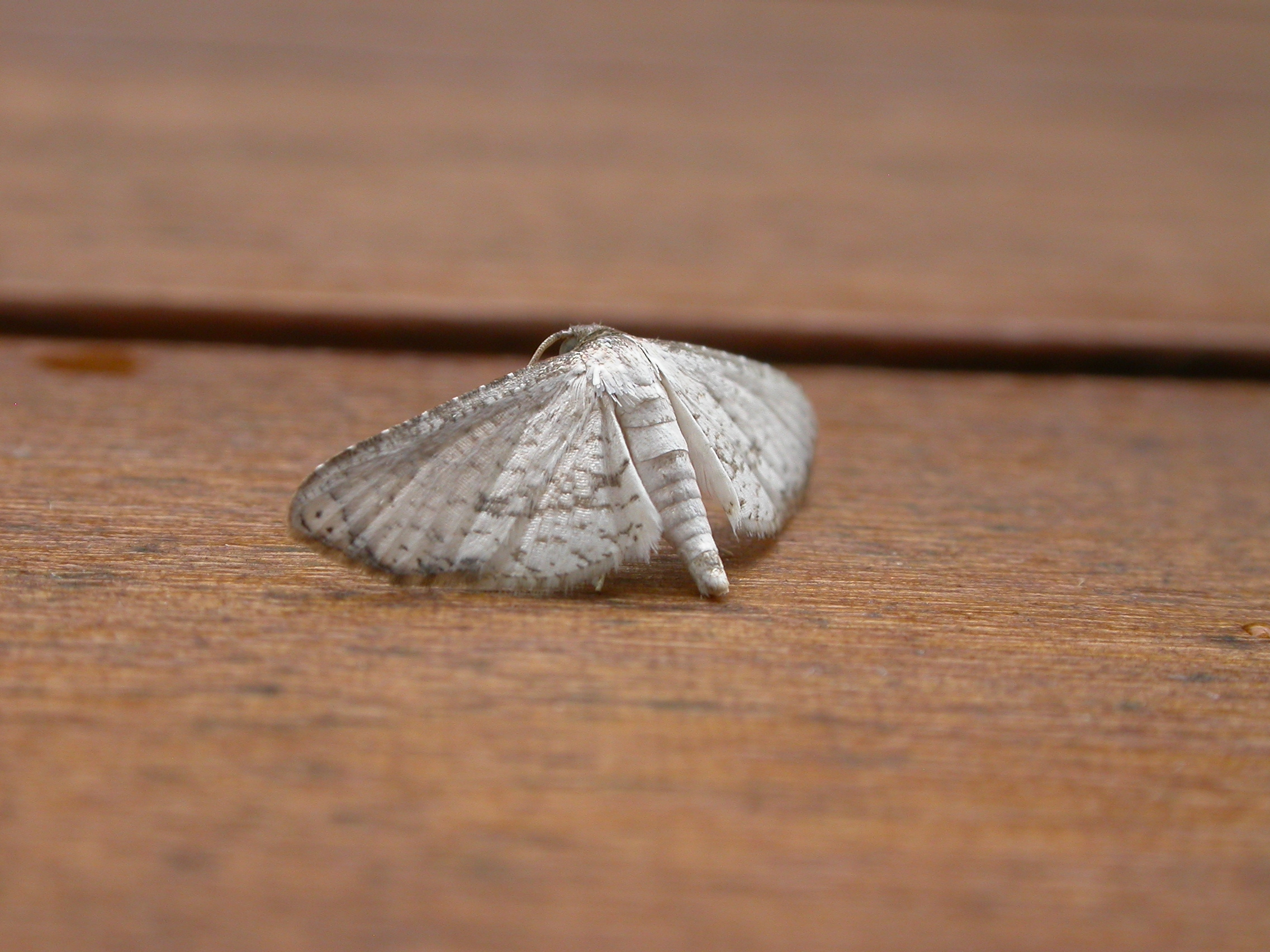
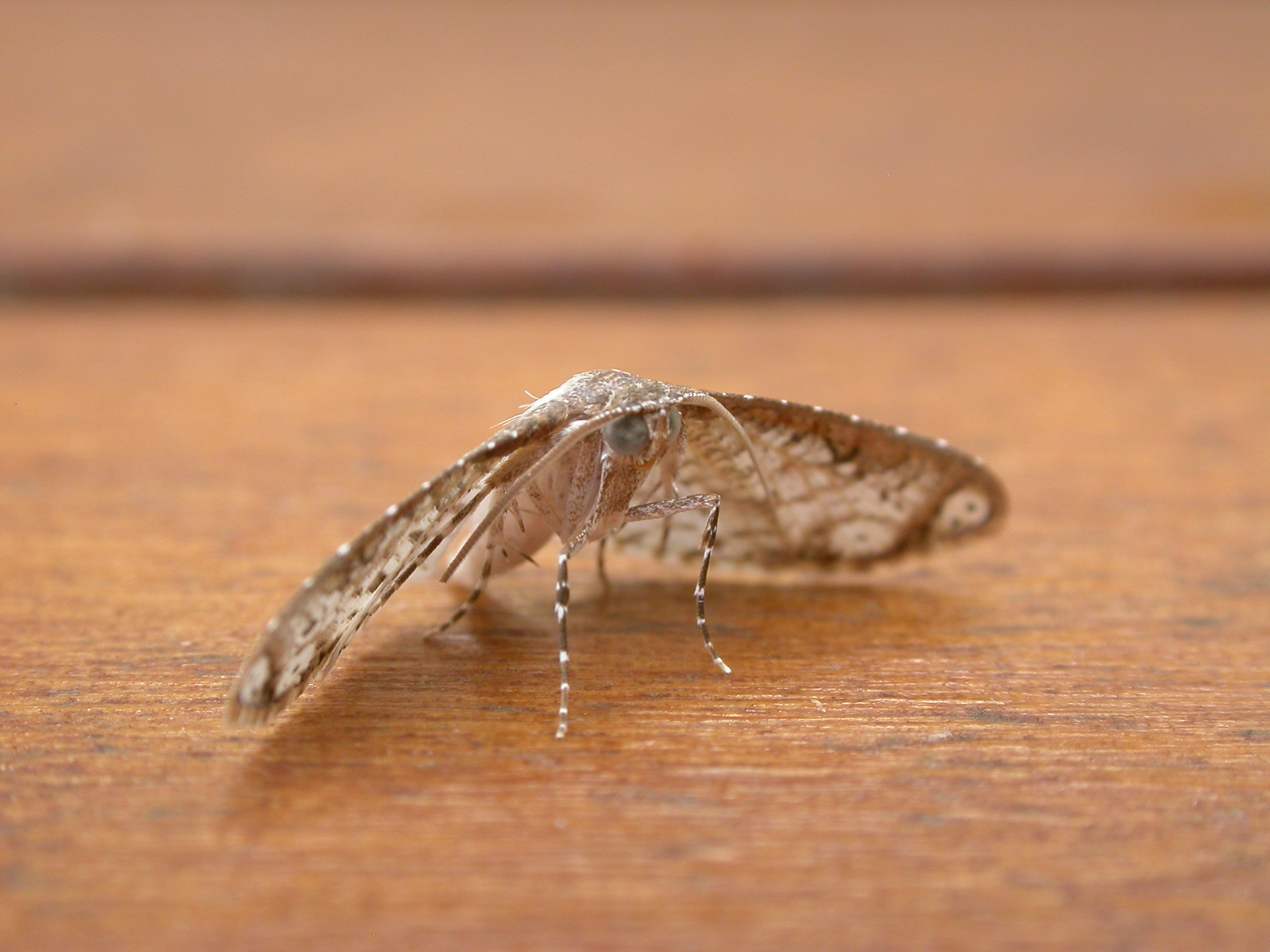

## Dottertaxa tillHypolamprus, i alfabetisk ordning[1]
- Hypolamprus aerarius
- Hypolamprus albipunctula
- Hypolamprus angulalis
- Hypolamprus atrostriatus
- Hypolamprus biplagiata
- Hypolamprus bipunctatus
- Hypolamprus curviflua
- Hypolamprus distrinctus
- Hypolamprus ferrofusa
- Hypolamprus fimbriata
- Hypolamprus flavus
- Hypolamprus fuliginosa
- Hypolamprus gangaba
- Hypolamprus grandis
- Hypolamprus hemicycla
- Hypolamprus hemimochla
- Hypolamprus inductalis
- Hypolamprus irigramma
- Hypolamprus janenschi
- Hypolamprus laticosta
- Hypolamprus lepraota
- Hypolamprus lineatellus
- Hypolamprus lobulata
- Hypolamprus media
- Hypolamprus ocellipennis
- Hypolamprus parisignata
- Hypolamprus penestica
- Hypolamprus peratopis
- Hypolamprus polycyma
- Hypolamprus praelongata
- Hypolamprus quaesitus
- Hypolamprus reticulata
- Hypolamprus rubicunda
- Hypolamprus rupina
- Hypolamprus sciodes
- Hypolamprus semiusta
- Hypolamprus squalida
- Hypolamprus stabilis
- Hypolamprus stellata
- Hypolamprus striatalis
- Hypolamprus stylophora
- Hypolamprus submarmorata
- Hypolamprus subnictitans
- Hypolamprus subrosealis
- Hypolamprus subumbrata
- Hypolamprus tessellata
- Hypolamprus trifascialis
- Hypolamprus venustus
- Hypolamprus vinosata